# 2952 Lilliputia
2952 Lilliputia è un asteroide della fascia principale del diametro medio di circa 9 km. Scoperto nel 1979, presenta un'orbita caratterizzata da un semiasse maggiore pari a 2,3134482 UA e da un'eccentricità di 0,1701700, inclinata di 3,32326° rispetto all'eclittica.